# Дадіані Андрій Давидович
Ясновельможний князь Андрій Давидович Дадіані (Дадіан-Мінгрельський; груз. ანდრია დავითის ძე დადიანი; нар. 24 жовтня 1850 — 12 червня 1910, Київ
) — генерал-лейтенант російської армії, відомий шахіст.

## Життєпис
Син можновладного князя Мегрелії, Давида I і Катерини Чавчавадзе, молодший брат останнього можновладного князя Мегрелії Дадіані Миколи Давидовича.
У десять років опинився в Петербурзі разом з матір'ю Катериною Чавчавадзе-Дадіані, правителькою Мінгрелії, виселеною з Грузії через скасування княжих прерогатив. У Петербурзі закінчив Пажеський корпус. Навчався на юридичному факультеті Гейдельберзького університету. По закінченні навчання на рік переїжджає до матері, яка переселилась до Парижа. Потім повернувся до Петербурга, розпочавши військову кар'єру. У 1890-х роках переїхав до Києва.
Про гру Андрія Дадіані сучасники відгукувалися в найкращих тонах: «Партії мінгрельського князя Дадіані прекрасні, вони залишаться в історії шахів як шедеври», «У грі Дадіані ми знову бачимо сміливого і гострого генія». Шахіст публікувався в таких виданнях, як «Шаховий листок» (Санкт-Петербург, видавець — Михайло Чигорін), «International Chess Magazine» (Нью-Йорк, Вільгельм Стейніц), «Strategie» (Париж, Жан Прітті). Один з номерів лондонського журналу «The Chess Monthly» (засновником якого був Йоганн Цукерторт), за червень-липень 1892 року, повністю присвячений діяльності князя Дадіані.
Андрій Дадіані помер 1910 року в Києві, в чині генерал-лейтенанта, у віці 60 років. Похований у Мінгрелії, у фамільній усипальниці в Мартвільському монастирі (село Горді).

## Місце в історії шахів
У російській шаховій історіографії ставлення до постаті Дадіані суто негативне. Причина полягає в гострому конфлікті Дадіані з Чигоріним. Дадіані випустив збірку власних партій зі слабкими супротивниками. Чигорін у своїх шахових колонках неодноразово зі скепсисом відгукувався про клас гри Дадіані, а також регулярно критично розбирав його партії. Під час Всеросійського турніру в Києві (1903) між ними стався якийсь інцидент, що закінчився особистою суперечкою. Зазвичай цю подію описують як передану через посередника пропозицію Дадіані пограти в шахи в приватній обстановці (з заздалегідь визначеним результатом), яку у вкрай різкій формі відкинув Чигорін.
Продовженням історії став новий скандал перед великим міжнародним турніром, який відбувся того ж року в Монте-Карло. Дадіані, який позиціонував себе як великого шахового мецената, вніс певну суму у призовий фонд і буквально напередодні турніру зажадав виключення зі складу учасників Чигоріна, погрожуючи відкликати свою пожертву і скласти з себе повноваження
голови турнірного комітету. Оргкомітет задовольнив вимогу Дадіані, що викликало бурю невдоволення серед російських шахістів (відома телеграма зі словами підтримки, яку надіслав Чигоріну сильний шахіст-любитель академік Андрій Марков. Що цікаво, місцевий шахіст Моро, в останній момент включений в турнір замість Чигоріна, програв всі партії.